# 托尼·拉韦利
安东尼·拉韦利（英語：Anthony Lavelli，1926年7月11日—1998年1月8日），美国NBA联盟前职业篮球运动员。他在1949年的NBA选秀中第1轮第4顺位被波士顿凯尔特人选中。